# Huaa...!
Huaa...! ist ein großformatiges fotorealistisches Gemälde des Schweizer Künstlers Franz Gertsch aus dem Jahr 1969. Es wurde mit Dispersionsfarbe auf ungrundiertem Halbleinen gemalt und entstand nach einem Film-Still aus dem Antikriegsfilm Der Angriff der leichten Brigade (1968). Es markierte den Beginn seines fotorealistischen Malens.

## Beschreibung
Das Bild mit onomatopoetischen Titel zeigt im Querformat einen von links nach rechts reitenden Offizier, der in der rechten Hand seinen gezückten Säbel fast senkrecht emporhält und mit der linken Hand die Zügel seines Schimmels führt. Er sitzt hoch aufgerichtet, zurückgebeugt, mit zurückgeworfenem Kopf, mit weit aufgerissenem Mund und scheint zu schreien. Auch der Kopf des Pferdes ist aufgerichtet, die Ohren aufgestellt, die Augen und das Maul aufgerissen.
Obwohl der Bildausschnitt nach unten nur bis zu den Oberschenkeln des Reiters bzw. zur Brust des Pferdes reicht, wird durch die Körperhaltung sowohl des Reiters als auch des Pferdes, durch die fliegenden Kopf- und Mähnenhaare sowie die Bewegungsunschärfe des in Gelbgrün gehaltenen Hintergrundes der Eindruck eines wilden Galopps erweckt. Die Oberkante des Bildes schneidet die Spitze des Säbels ab, die rechte Kante verläuft unmittelbar vor dem Maul des Tieres, die linke direkt hinter den Haarspitzen des helmlosen Reiters.
Ein grüner Streifen im Hintergrund, der an der rechten Seite des Bildes etwas oberhalb der Mitte beginnt und schräg aufsteigend zur linken oberen Ecke verläuft, zeichnet die Linie nach, die durch den Pferde- und Menschenkopf gebildet wird und ihrerseits wieder in spitzem Winkel zu den etwa waagerecht verlaufenden Linien der Zügel und des Pferderückens liegt. Es ergibt sich damit eine keil- oder eher pfeilförmige Komposition, die die Bewegung von Pferd und Reiter nach rechts unterstreicht.
Der grüne Streifen und die Farbelemente des Hintergrundes geben keinen konkret erkennbaren Gegenstand wieder, wirken aber dennoch wie die Darstellung von Vegetation, welche durch die gelben Flächen einen dramatischen Aspekt erhält. Die gelbe Farbe, die an Feuer, vielleicht auch an Mündungsfeuer und Pulverdampf erinnern kann, konzentriert sich unterhalb des Pferdekopfes und im oberen Teil der Bildmitte, bildet also ebenfalls einen von rechts unten nach links oben aufsteigenden Streifen.

## Stellung im Gesamtwerk
Das Bild Huaa...! leitete die Wende zu Gertschs großformatigen fotorealistischen Arbeiten ab den 1970er Jahren ein. Zuvor war er mit seinem Schaffen in eine Sackgasse geraten und seine Arbeit kam für einige Monate zum Erliegen. Nach Gertschs Auskunft gelangte er während eines Familienurlaubes, als er alleine den Monte Lema erstieg, zu der Eingebung seiner zukünftigen Malweise. Er verstand das Bild zunächst als Experiment und realisierte es mit sehr preisgünstigen Materialien. Die fotografische Vorlage entnahm er einer Zeitschrift. Die wichtige Rolle des Bildes in der Entwicklung seines Schaffens betonte Gertsch, indem er ihm auch die Bezeichnung Werk Nr. 1 gab. 
Nach Huaa...! entstanden zunächst drei Arbeiten nach Fotos aus dem Familienleben, die er mit seiner neu erworbenen 35mm Praktica aufgenommen hatte. Eigene Bildaufnahmen verwendete er später ausschließlich, etwa für das auf der documenta 5 gezeigte Medici (1972) oder Marina schminkt Luciano (1975). Mit dem Thema Krieg setzte Franz Gertsch sich auch in dem Bild Vietnam (1970) auseinander.
Huaa...! blieb immer im Besitz des Künstlers und gehört zum Bestand des Museums Franz Gertsch. Im Zuge der Retrospektiven anlässlich des 75. Geburtstags des Malers (2005) wurde es an verschiedenen anderen Orten gezeigt, ebenso in der Ausstellung Blow-Up 2024/25.